# Tobel-Tägerschen
Tobel-Tägerschen is een gemeente en plaats in het Zwitserse kanton Thurgau, en maakt deel uit van het district Münchwilen.
Tobel-Tägerschen telt 1328 inwoners.

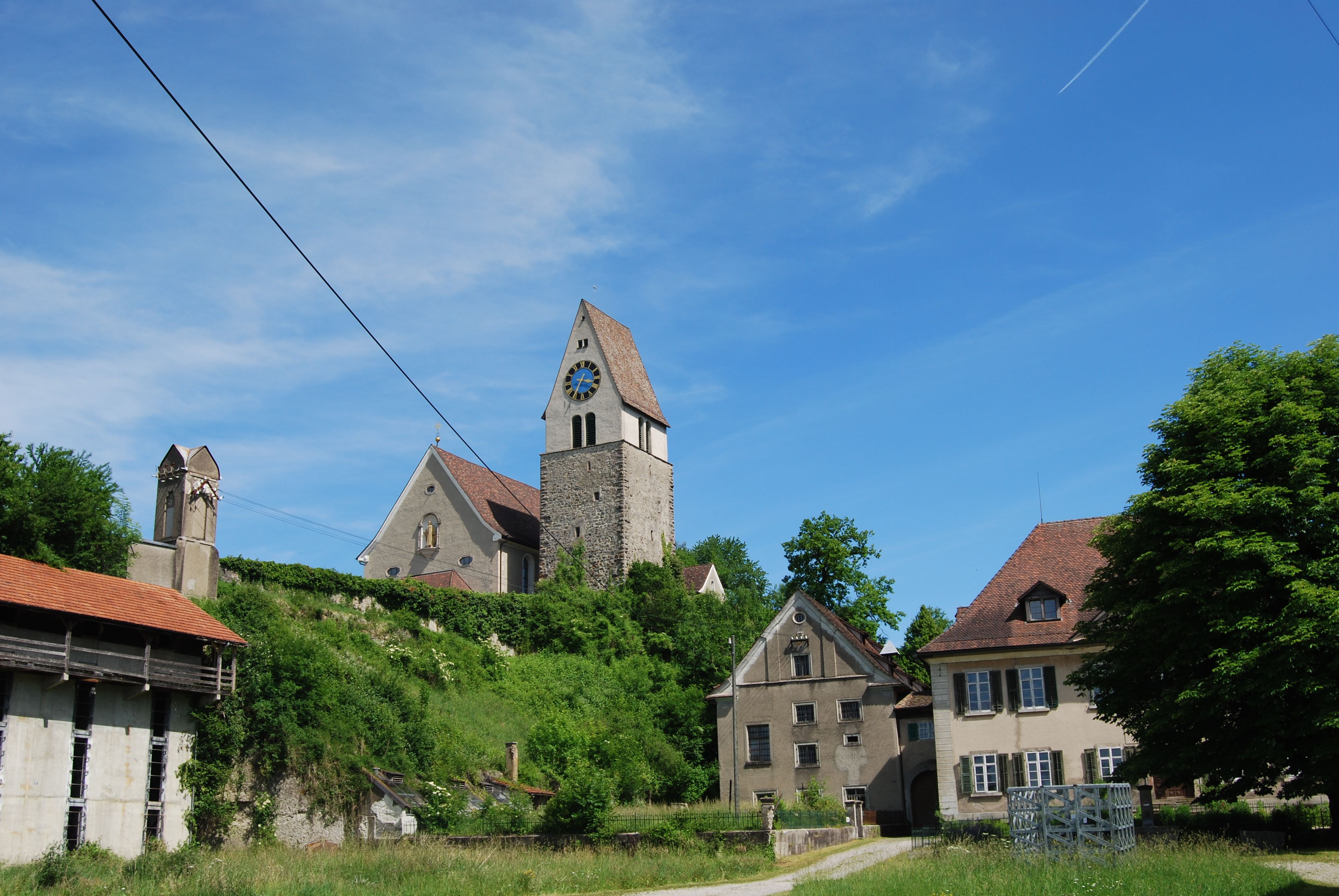
Tobel